# ラジオ日本NEXT
ラジオ日本NEXT（ラジオにっぽんネクスト）は、アール・エフ・ラジオ日本に存在したラジオ番組枠である。

## 概要
2015年4月改編（3月30日開始）より、「これからの"ラジオ"を担う、次世代パーソナリティが集合」という趣旨で、火曜日から土曜日までの2:00
- 3:00（月曜日から金曜日の26:00 - 27:00）の時間帯で深夜放送として開始。
2016年1月改編（1月4日開始）で、時間帯が1時間繰り上がって火曜日から土曜日までの1:00 - 2:00（月曜日から金曜日の25:00 - 26:00）となるとともに、一部番組の入れ替えが行われた。
2017年4月改編（4月1日開始）で、毎日22:00 - 22:30と大幅に変更された。これに伴い、プロ野球中継延長に伴い放送休止となった場合に限り、本来の放送日より2日後にPodcastで配信を行う。
2019年4月改編（4月1日開始）で、平日（月曜 - 金曜）は時間帯が1時間繰り下がり、23:00 - 23:30となる。
2022年4月改編（4月1日開始）で廃止。月曜枠以外の継続3番組は土曜深夜帯に移動した。これにより土曜深夜は3時間半7番組のアイドル番組集中枠となった。なお、移動・終了した番組の後はつなぎ番組で埋められている。

## 終了時の番組・パーソナリティ
| 曜日 | 時間帯        | 番組名                                | パーソナリティ          | 放送期間                                                                                                   |
| ---- | ------------- | ------------------------------------- | ----------------------- | --- |
| 月曜 | 23:00 - 23:30 | i☆Ris 芹澤優のせりざわーるど with you | 芹澤優（i☆Ris）         | 2013年7月2日（継続中）                                                                                     |
| 火曜 | 23:00 - 23:30 | SUPER☆GiRLS阿部夢梨のナイスゆめり!    | 阿部夢梨（SUPER☆GiRLS） | 2019年2月5日 - 2023年12月31日（土曜日深夜（日曜日早朝）枠へ移動し2024年からはスパガ6期生の交代出演で継続） |
| 水曜 | 23:00 - 23:30 | 大矢・高見のしゃべりスタ!             | 大矢梨華子・高見奈央    | 2013年4月3日 - 2022年3月30日                                                                               |
| 木曜 | 23:00 - 23:30 | Chuning Candy Tune Up Party!!         | Chuning Candy           | 2018年4月5日 - 2022年3月31日                                                                               |
| 金曜 | 23:00 - 23:30 | 晴れ ときどき 超ときめき♡宣伝部       | 超ときめき♡宣伝部       | 2017年4月7日（土曜日深夜（日曜日早朝）枠へ移動して継続中）                                                 |
| 土曜 | 22:00 - 22:30 | 佐武宇綺の宇宙を綺麗にするラジオ      | 佐武宇綺                | 2012年7月3日 - 2022年3月26日 (2022年7月より「佐武宇綺のもっと宇宙を綺麗にするラジオ」として再スタート)     |
| 日曜 | 22:00 - 22:30 | マジカル・パンチラインのマジラジ      | マジカル・パンチライン  | 2016年8月2日（土曜日深夜（日曜日早朝）枠へ移動して継続中）                                                 |

## 番組・パーソナリティの変遷

### 2015年3月31日 - 2016年1月2日（2時台）
| 曜日 | 時間帯      | 番組名                                               | パーソナリティ                              | 備考                                                                                      |
| ---- | ----------- | ---------------------------------------------------- | ------------------------------------------- | ----------------------------------------------------------------------------------------- |
| 火曜 | 2:00 - 2:30 | 佐武宇綺の宇宙を綺麗にするラジオ                     | 佐武宇綺（9nine）                           | 水曜0:30 - 1:00から移動 2016年1月4日よりラジカントロプスNEXT（月曜26:00 - 27:00）内で放送 |
| 火曜 | 2:30 - 3:00 | i☆Ris 芹澤優のせりざわーるど with you                | 芹澤優（i☆Ris）                             | 水曜1:00 - 1:30から移動                                                                   |
| 水曜 | 2:00 - 2:30 | SUPER☆GiRLS宮崎理奈のナイスみやり!                   | 宮崎理奈（SUPER☆GiRLS）                     | 水曜0:00 - 0:30から移動                                                                   |
| 水曜 | 2:30 - 3:00 | 夏江紘実 エンタメドライブ!                           | 夏江紘実                                    | 新番組                                                                                    |
| 木曜 | 2:00 - 2:30 | 東京女子流 小西彩乃のこにたん今夜もにっこにこにたん! | 小西彩乃（東京女子流）                      | 木曜1:30 - 2:00から移動 2015年12月30日番組終了                                            |
| 木曜 | 2:30 - 3:00 | ベイビーレイズJAPAN 大矢・高見のしゃべりスタ!        | 大矢梨華子・高見奈央（ベイビーレイズJAPAN） | 木曜3:30 - 4:00から移動 2015年4月29日までは「大矢、高見のベイビーレイズラジオ（仮）」     |
| 金曜 | 2:00 - 2:30 | Dream5 日比美思 玉川桃奈のみこたま放送局。           | 日比美思・玉川桃奈（Dream5）                | 新番組                                                                                    |
| 金曜 | 2:30 - 3:00 | 佐藤亜美菜の「この世に小文字はいりません!」          | 佐藤亜美菜                                  | 火曜23:30 - 24:00から移動 2016年1月より火曜23:30 - 24:00に移動                            |
| 土曜 | 2:00 - 2:30 | 爆夜〜BAKUNAI                                        | 元祖爆笑王・金澤朋子（Juice=Juice）         | 木曜3:00 - 3:30から移動 2016年1月より木曜2:00 - 2:30に変更                                |
| 土曜 | 2:30 - 3:00 | M!LKの牛乳ビンは卒業しました。                       | M!LK（EBiDAN）                              | 新番組                                                                                    |

### 2016年1月5日 - 2017年3月31日（1時台）
| 曜日 | 時間帯      | 番組名                                        | パーソナリティ                              | 備考 |
| ---- | ----------- | --------------------------------------------- | ------------------------------------------- | --- |
| 火曜 | 1:00 - 1:30 | i☆Ris 芹澤優のせりざわーるど with you         | 芹澤優（i☆Ris）                             | 火曜2:30 - 3:00から移動                                                                                     |
| 火曜 | 1:30 - 2:00 | 赤マルダッシュ☆の試しにいっぱい召し上がれ!!!! | 赤マルダッシュ☆                             | 火曜3:00 - 3:30から移動 2015年4月開始、2016年9月27日放送終了                                                |
| 火曜 | 1:30 - 2:00 | 佐武宇綺の宇宙を綺麗にするラジオ              | 佐武宇綺（9nine）                           | 火曜2:00 - 2:20（ラジカントロプスNEXT内）から移動（2016年10月4日より） 2017年4月より土曜22:30 - 23:00に移動 |
| 水曜 | 1:00 - 1:30 | SUPER☆GiRLS宮崎理奈のナイスみやり!            | 宮崎理奈（SUPER☆GiRLS）                     | 水曜2:00 - 2:30から移動                                                                                     |
| 水曜 | 1:30 - 2:00 | 夏江紘実 エンタメドライブ!                    | 夏江紘実                                    | 水曜2:30 - 3:00から移動 2016年9月28日放送終了                                                               |
| 水曜 | 1:30 - 2:00 | マジカル・パンチラインのマジラジ              | マジカル・パンチライン                      | 火曜2:20 - 3:00（ラジカントロプスNEXT内）から移動、レギュラー化（2016年10月5日より）                        |
| 木曜 | 1:00 - 1:30 | ベイビーレイズJAPAN 大矢・高見のしゃべりスタ! | 大矢梨華子・高見奈央（ベイビーレイズJAPAN） | 木曜2:30 - 3:00から移動                                                                                     |
| 木曜 | 1:30 - 2:00 | 週刊 小林ゆう                                 | 小林ゆう                                    | 土曜1:30 - 2:00から移動 2017年3月29日放送終了                                                               |
| 金曜 | 1:00 - 1:30 | Dream5 日比美思 玉川桃奈のみこたま放送局。    | 日比美思・玉川桃奈（Dream5）                | 金曜2:00 - 2:30から移動 玉川の引退に伴い、5月5日より番組名変更。 2016年9月30日放送終了                      |
| 金曜 | 1:00 - 1:30 | Dream5 日比美思のみこたま放送局。             | 日比美思（Dream5）                          | 金曜2:00 - 2:30から移動 玉川の引退に伴い、5月5日より番組名変更。 2016年9月30日放送終了                      |
| 金曜 | 1:00 - 1:30 | GEM伊藤千咲美&西田ひらりの｢ちさひらcafe｣      | 伊藤千咲美・西田ひらり（GEM）               | 新番組、2016年10月7日より                                                                                   |
| 金曜 | 1:30 - 2:00 | M!LKの牛乳ビンは卒業しました。                | M!LK（EBiDAN）                              | 土曜2:00 - 2:30から移動 2016年9月30日放送終了                                                               |
| 金曜 | 1:30 - 2:00 | Salley's Studio                               | Salley                                      | 新番組、2016年10月7日より 2017年4月より日曜22:30 - 23:00に移動                                              |
| 土曜 | 1:00 - 2:00 | 菊地亜美の1ami9                               | 菊地亜美                                    | 土曜22:00 - 23:00から移動                                                                                   |

### 2017年4月1日 - 2018年4月1日（22時台）
| 曜日 | 時間帯        | 番組名                                        | パーソナリティ                              | 備考                                                   |
| ---- | ------------- | --------------------------------------------- | ------------------------------------------- | ------------------------------------------------------ |
| 月曜 | 22:00 - 22:30 | i☆Ris 芹澤優のせりざわーるど with you         | 芹澤優（i☆Ris）                             | 火曜1:00 - 1:30から移動                                |
| 火曜 | 22:00 - 22:30 | SUPER☆GiRLS宮崎理奈のナイスみやり!            | 宮崎理奈（SUPER☆GiRLS）                     | 水曜1:00 - 1:30から移動                                |
| 水曜 | 22:00 - 22:30 | ベイビーレイズJAPAN 大矢・高見のしゃべりスタ! | 大矢梨華子・高見奈央（ベイビーレイズJAPAN） | 木曜1:00 - 1:30から移動                                |
| 木曜 | 22:00 - 22:30 | GEM伊藤千咲美&西田ひらりの｢ちさひらcafe｣      | 伊藤千咲美・西田ひらり (GEM)                | 金曜1:00 - 1:30から移動 GEM解散に伴い2018年3月29日終了 |
| 金曜 | 22:00 - 22:30 | 晴れ ときどき ときめき♡宣伝部                 | ときめき♡宣伝部                             | 新番組、2017年4月7日より                               |
| 土曜 | 22:00 - 22:30 | 菊地亜美の1ami9                               | 菊地亜美                                    | 土曜1:00 - 2:00から移動 2018年3月31日終了              |
| 日曜 | 22:00 - 22:30 | マジカル・パンチラインのマジラジ              | マジカル・パンチライン                      | 水曜1:30 - 2:00から移動                                |

| 曜日 | 時間帯        | 番組名                           | パーソナリティ    | 備考                                     |
| ---- | ------------- | -------------------------------- | ----------------- | ---------------------------------------- |
| 土曜 | 22:30 - 23:00 | 佐武宇綺の宇宙を綺麗にするラジオ | 佐武宇綺（9nine） | 火曜1:30 - 2:00から移動                  |
| 日曜 | 22:30 - 23:00 | Salley's Studio                  | Salley            | 金曜1:30 - 2:00から移動 2018年4月1日終了 |

### 2018年4月2日 - 2019年3月31日（22時台）
| 曜日 | 時間帯        | 番組名                                        | パーソナリティ                              | 備考                                                                                           |
| ---- | ------------- | --------------------------------------------- | ------------------------------------------- | ---------------------------------------------------------------------------------------------- |
| 月曜 | 22:00 - 22:30 | i☆Ris 芹澤優のせりざわーるど with you         | 芹澤優（i☆Ris）                             |                                                                                                |
| 火曜 | 22:00 - 22:30 | SUPER☆GiRLS宮崎理奈のナイスみやり!            | 宮崎理奈（SUPER☆GiRLS）                     | 2019年1月11日SUPER☆GiRLS卒業に伴い1月15日より「宮崎理奈のナイスみやり!」として放送 1月29日終了 |
| 火曜 | 22:00 - 22:30 | 宮崎理奈のナイスみやり!                       | 宮崎理奈                                    | 2019年1月11日SUPER☆GiRLS卒業に伴い1月15日より「宮崎理奈のナイスみやり!」として放送 1月29日終了 |
| 火曜 | 22:00 - 22:30 | SUPER☆GiRLS阿部夢梨のナイスゆめり!            | 阿部夢梨（SUPER☆GiRLS）                     | 宮崎が独立したため後を継いで2019年2月5日放送開始                                               |
| 水曜 | 22:00 - 22:30 | ベイビーレイズJAPAN 大矢・高見のしゃべりスタ! | 大矢梨華子・高見奈央（ベイビーレイズJAPAN） | ベイビーレイズJAPAN解散に伴い9月26日より番組名変更 （ベビレの名が外れる）                      |
| 水曜 | 22:00 - 22:30 | 大矢・高見のしゃべりスタ!                     | 大矢梨華子・高見奈央                        | ベイビーレイズJAPAN解散に伴い9月26日より番組名変更 （ベビレの名が外れる）                      |
| 木曜 | 22:00 - 22:30 | Chuning Candy Tune Up Party!!                 | Chuning Candy                               | 新番組、2018年4月5日より                                                                       |
| 金曜 | 22:00 - 22:30 | 晴れ ときどき ときめき♡宣伝部                 | ときめき♡宣伝部                             |                                                                                                |
| 土曜 | 22:00 - 22:30 | 佐武宇綺の宇宙を綺麗にするラジオ              | 佐武宇綺（9nine）                           | 土曜22:30 - 23:00から移動                                                                      |
| 日曜 | 22:00 - 22:30 | マジカル・パンチラインのマジラジ              | マジカル・パンチライン                      |                                                                                                |

### 2019年4月1日 - 2022年3月31日（平日23時台・土日22時台）
| 曜日 | 時間帯        | 番組名                                | パーソナリティ          | 備考                                                                                                 |
| ---- | ------------- | ------------------------------------- | ----------------------- | --- |
| 月曜 | 23:00 - 23:30 | i☆Ris 芹澤優のせりざわーるど with you | 芹澤優（i☆Ris）         | 月曜22:00 - 22:30から移動                                                                            |
| 火曜 | 23:00 - 23:30 | SUPER☆GiRLS阿部夢梨のナイスゆめり!    | 阿部夢梨（SUPER☆GiRLS） | 火曜22:00 - 22:30から移動 2022年4月より土曜26:30 - 27:00に移動 2023年12月31日終了                    |
| 水曜 | 23:00 - 23:30 | 大矢・高見のしゃべりスタ!             | 大矢梨華子・高見奈央    | 水曜22:00 - 22:30から移動 2022年3月30日終了                                                          |
| 木曜 | 23:00 - 23:30 | Chuning Candy Tune Up Party!!         | Chuning Candy           | 木曜22:00 - 22:30から移動 2022年3月31日終了（同日解散した）                                          |
| 金曜 | 23:00 - 23:30 | 晴れ ときどき ときめき♡宣伝部         | ときめき♡宣伝部         | 金曜22:00 - 22:30から移動 グループ名改名に伴い2020年4月より改題 2022年4月より土曜25:00 - 25:30に移動 |
| 金曜 | 23:00 - 23:30 | 晴れ ときどき 超ときめき♡宣伝部       | 超ときめき♡宣伝部       | 金曜22:00 - 22:30から移動 グループ名改名に伴い2020年4月より改題 2022年4月より土曜25:00 - 25:30に移動 |
| 土曜 | 22:00 - 22:30 | 佐武宇綺の宇宙を綺麗にするラジオ      | 佐武宇綺（9nine）       | 2022年3月26日終了                                                                                    |
| 日曜 | 22:00 - 22:30 | マジカル・パンチラインのマジラジ      | マジカル・パンチライン  | 2022年4月より土曜27:00 - 27:30に移動                                                                 |

## ラジオ日本NEXT サーキット
ラジオ日本NEXTのパーソナリティが所属するユニット、ラジオ日本が注目するユニットを集めたイベント。音楽ライブやトークコーナーのほか、各番組の名物コーナーを再現。
| 公演名称                      | 公演日        | 会場      | 出演 |
| ----------------------------- | ------------- | --------- | --- |
| ラジオ日本NEXT サーキット ONE | 2016年3月30日 | 赤坂BLITZ | i☆Ris、赤マルダッシュ☆、夏江紘実、Cheeky Parade、つりビット、日比美思・玉川桃奈(Dream5)、9nine、ベイビーレイズJAPAN、宮崎理奈、クロちゃん ※菊地亜美も出演予定だったが、海外ロケから帰国できずに欠席 |